# 이춘근
이춘근(李春根, 1952년 4월 25일 ~ )은 대한민국의 정치학자, 외교학자, 번역가이다.

## 생애
서울특별시 출신으로 1971년부터 1975년까지 연세대학교에 재학하면서 정치외교학과 학사 학위를 취득했다. 1975년부터 1977년까지 연세대학교 대학원에 재학하면서 정치학과 석사 학위를 취득했다. 1977년에 대한민국 육군제3사관학교에 입교하면서 육군 중위로 임관했고 대한민국 육군에서 정치학·국제정치학·군사영어 담당 교관으로 복무했다. 1980년에 육군 대위로 전역했고 1982년에 미국 텍사스 대학교 오스틴에 입학하면서 정치학을 전공했다. 1988년에는 《유교적 국제 질서하에서의 전쟁에 관한 연구》(War in the Confucian International Order)라는 제목의 논문을 통해 텍사스 대학교 오스틴으로부터 정치학과 박사 학위를 취득했다.
대한민국으로 귀국한 이후에 1990년 6월부터 1996년 9월까지 세종연구소에서 외교·안보 담당 연구위원으로 근무했으며 1997년 2월부터 2001년 8월까지 한국해양전략연구소 연구실장을 역임했다. 2000년부터 2002년까지 미국 오하이오 주립 대학교 대학원에서 전쟁사, 외교사를 전공하면서 역사학과 박사 학위를 취득했다. 그 외에 연세대학교, 이화여자대학교, 강원대학교, 홍익대학교, 중앙대학교에서 시간강사로 근무했고 캐나다 빅토리아 대학교에서 정치학과 교수로 근무했다. 2001년 9월부터 2002년 8월까지 대한민국의 보수주의 성향의 경제 연구소인 자유기업원 자문위원을 역임했으며 2002년 9월에는 자유기업원 국제문제연구실장으로 임명되었다. 2003년 9월에는 자유기업원 부원장으로 임명되었다.
2010년대에는 한국해양전략연구소 선임연구위원, 통일연구원 국제관계연구센터 초빙연구위원, 한국경제연구원 외교안보연구실장, 대한민국 국방부 정책자문위원, 국제정치아카데미 대표를 역임했다. 또한 서울대학교 사범대학 윤리교육학과 강사, 이화여자대학교 경영대학 국제사무학과 겸임 교수로 근무했고 영어로 출간된 외교·군사·안보 관련 서적을 한국어로 번역하기도 했다.
2016년 미국 대통령 선거에서는 대한민국의 외교 전문가들 중에서 유일하게 도널드 트럼프 공화당 후보의 당선을 예측해서 주목을 받기도 했다. 2017년부터는 자신의 유튜브 채널인 《이춘근TV》를 통해 외교·군사·안보 관련 이슈를 보수주의의 관점에서 해석한 《이춘근의 국제정치》 강연 시리즈 동영상을 게재했다.

## 사생활
이춘근은 개신교 신자로서 2017년부터 전광훈 목사가 이끄는 사랑제일교회의 예배와 설교에 참석했다. 또한 대한민국의 기독교 우파 정당인 자유통일당(구칭 기독자유통일당, 국민혁명당 등)의 당원으로 활동하기도 했다.

## 저서 및 번역서

### 저서
- 《테러 전쟁 시대의 국제 정세》 (2003년, 자유기업원)
- 《21세기의 한·미 동맹 관계》 (2004년, 자유기업원)
- 《현실주의 국제정치학》 (2007년, 나남)
- 《북한 자유 선언》 (2007년, 르네상스, 복거일·김동길 공저)
- 《위기의 한국 안보》 (2012년, 플래닛미디어, 윤덕민·홍관희·김열수·허남성 공저)
- 《미국에 당당했던 대한민국의 대통령들》 (2012년, 글마당)
- 《미중 패권 경쟁과 한국의 전략》 (2016년, 김앤김북스)
- 《10월 유신과 국제정치》 (2018년, 기파랑)
- 《전쟁과 국제정치》 (2020년, 북앤피플)

### 번역서
- 《강대국 국제정치의 비극》 (2004년, 나남, 존 J. 미어셰이머 원작)
- 《새로운 제국 - 중국》 (2005년, 나남, 로스 테릴 원작)
- 《21세기 국제자원 쟁탈전》 (2008년, 한국해양전략연구소, 마이클 클레어 원작)
- 《전쟁의 기원》 (2019년, 북앤피플, 아더 훼릴 원작)
- 《미국 외교의 거대한 환상》 (2020년, 김앤김북스, 존 J. 미어샤이머 원작)

## 같이 보기
- 피터 자이한
- 조지 프리드먼